# Campeonato Paranaense de Futsal de 2021 - Segunda Divisão
O Campeonato Paranaense de Futsal - Segunda Divisão, cujo nome usual é Chave Prata, foi a 27ª edição da segunda mais importante competição da modalidade no estado, sua organização é de competência da Federação Paranaense de Futsal. Os dois melhores colocados foram promovidos a Chave Ouro de 2022. CAD Guarapuava foi o campeão e a AAEMA Mariópolis ficou com o vice.

## Participantes em2021
| Clube                   | Cidade               | Ginásio                                  |
| ----------------------- | -------------------- | ---------------------------------------- |
| AAEMA Mariópolis        | Mariópolis           | Ginásio de Esportes AAEMA                |
| Fazenda Futsal          | Fazenda Rio Grande   | Ginásio Gurizão                          |
| APAF Futsal             | Paranaguá            | Ginásio Albertina Salmon                 |
| MEC Mangueirinha Futsal | Mangueirinha         | Ginásio Luiz Balbino de Moraes           |
| Guarapuava              | Guarapuava           | Joaquim Prestes                          |
| Medianeira Futsal       | Medianeira           | Ginásio Antônio Lacerda Braga            |
| Apucarana Futsal        | Apucarana            | Ginásio 28 de Janeiro                    |
| São Miguel Futsal       | São Miguel do Iguaçu | Ginásio de Esportes Joelson Marcelino    |
| Seleto Clube            | Maringá              | Ginásio Municipal de Esportes Chico Neto |
| São Lucas               | Paranavaí            | Ginásio Antônio Lacerda Braga Lacerdinha |

## Primeira Fase
| Pos | Times             | Pts | J  | V  | E | D  | GP | GC | SG  | GA   | Classificação                             |
| --- | ----------------- | --- | -- | -- | - | -- | -- | -- | --- | ---- | ----------------------------------------- |
| 1   | Guarapuava        | 45  | 18 | 14 | 3 | 1  | 58 | 25 | +33 | 2,32 | Zona de Classificação para a Segunda Fase |
| 2   | APAF Futsal       | 39  | 18 | 12 | 3 | 3  | 54 | 23 | +31 | 2,35 | Zona de Classificação para a Segunda Fase |
| 3   | Medianeira Futsal | 28  | 18 | 9  | 1 | 8  | 64 | 50 | +14 | 1,28 | Zona de Classificação para a Segunda Fase |
| 4   | MEC Futsal        | 28  | 18 | 7  | 7 | 4  | 58 | 50 | +8  | 1,16 | Zona de Classificação para a Segunda Fase |
| 5   | Maringá Seleto    | 27  | 18 | 8  | 3 | 7  | 57 | 52 | +5  | 1,10 | Zona de Classificação para a Segunda Fase |
| 6   | Apucarana         | 27  | 18 | 8  | 3 | 7  | 46 | 45 | +1  | 1,02 | Zona de Classificação para a Segunda Fase |
| 7   | São Miguel        | 24  | 18 | 6  | 6 | 6  | 48 | 45 | +3  | 1,07 | Zona de Classificação para a Segunda Fase |
| 8   | AAEMA Mariópolis  | 19  | 18 | 5  | 4 | 9  | 56 | 59 | -3  | 0,95 | Zona de Classificação para a Segunda Fase |
| 9   | São Lucas         | 12  | 18 | 3  | 3 | 12 | 46 | 85 | -39 | 0,54 | Eliminados na primeira fase               |
| 10  | Fazenda Futsal    | 4   | 18 | 1  | 1 | 16 | 34 | 87 | -53 | 0,39 | Eliminados na primeira fase               |

## Segunda Fase
Grupo A
| Pos | Equipe           | PG | J | V | E | D | GP | GS | SG  | GA   | Classificação                  |
| --- | ---------------- | -- | - | - | - | - | -- | -- | --- | ---- | ------------------------------ |
| 1   | Guarapuava       | 12 | 6 | 3 | 3 | 0 | 22 | 13 | +9  | 1,69 | Classificados para a semifinal |
| 2   | AAEMA Mariópolis | 12 | 6 | 4 | 0 | 2 | 33 | 26 | +7  | 1,27 | Classificados para a semifinal |
| 3   | MEC Futsal       | 6  | 6 | 1 | 3 | 2 | 24 | 26 | -2  | 0,92 |                                |
| 4   | Maringá Seleto   | 2  | 6 | 0 | 2 | 4 | 13 | 27 | -14 | 0,48 |                                |

Grupo B
| Pos | Equipe            | PG | J | V | E | D | GP | GS | SG | GA   | Classificação                  |
| --- | ----------------- | -- | - | - | - | - | -- | -- | -- | ---- | ------------------------------ |
| 1   | Medianeira Futsal | 12 | 6 | 4 | 0 | 2 | 20 | 14 | +6 | 1,43 | Classificados para a semifinal |
| 2   | Apucarana         | 10 | 6 | 3 | 1 | 2 | 14 | 17 | -3 | 0,82 | Classificados para a semifinal |
| 3   | São Miguel        | 9  | 6 | 3 | 0 | 3 | 15 | 16 | -1 | 0,94 |                                |
| 4   | APAF Futsal       | 4  | 6 | 1 | 1 | 4 | 13 | 15 | -2 | 0,87 |                                |

## Play-Offs
Em itálico, os times que possuem o mando de campo no primeiro jogo do confronto e em negrito os times classificados.
|  | Semifinais                      | Semifinais       | Semifinais | Semifinais |        |  | final                          | final | final | final  |
|  |                                 |                  |            |            |        |  |                                |       |       |        |
|  | 20 de novembro e 5 de dezembro  |                  |            |            |        |  |                                |       |       |        |
|  | Guarapuava                      | 3                | 1          |            |        |  |                                |       |       |        |
|  | Apucarana                       | 3                | 0          |            |        |  |                                |       |       |        |
|  |                                 |                  |            |            |        |  |                                |       |       |        |
|  |                                 |                  |            |            |        |  | 27 de novembro e 4 de dezembro |       |       |        |
|  |                                 |                  |            |            |        |  | Guarapuava                     | 8     | 1     | 0(pro) |
|  |                                 | AAEMA Mariópolis | 1          | 2          | 0(pro) |  |                                |       |       |        |
|  |                                 |                  |            |            |        |  |                                |       |       |        |
|  | 13 de novembro e 20 de novembro |                  |            |            |        |  |                                |       |       |        |
|  | AAEMA Mariópolis                | 4                | 3          |            |        |  |                                |       |       |        |
|  | Medianeira Futsal               | 2                | 1          |            |        |  |                                |       |       |        |

## Premiação
| Campeonato Paranaense de Futsal de Chave Prata 2021 |
| --------------------------------------------------- |
| Clube Atlético Deportivo Campeão (1º título)        |